# Новая Праця (Херсонская область)
Новая Праця (укр. Нова Праця) — село в Генической городской общине Генического района Херсонской области Украины.
Население по переписи 2001 года составляло 92 человека. Почтовый индекс — 75545. Телефонный код — 5534. Код КОАТУУ — 6522185004.

## История
В 1946 году указом ПВС УССР село Чубаровка переименовано в Новую Працю.